# 秋吉音治

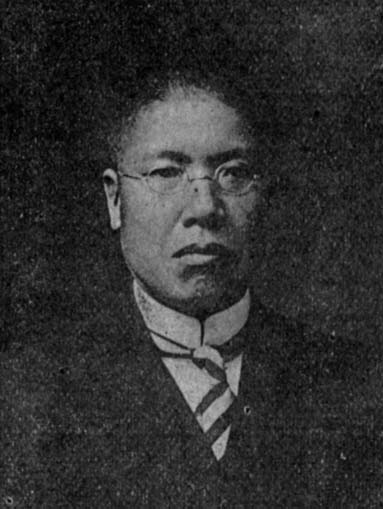
秋吉音治

秋吉 音治（あきよし おとじ、1876年（明治9年）10月 - 1937年（昭和12年）7月1日）は、日本の教育者。

## 経歴
福岡県出身。中村芳平の四男に生まれ、秋吉格平の養子となった。第五高等学校を経て、1901年（明治34年）、東京帝国大学文科大学国文学科を卒業。真宗京都中学校教諭、島根県立第三中学校教諭、福岡県立中学明善校教諭、福岡県立朝倉中学校校長、大阪府立市岡中学校校長、台湾総督府高等女学校校長、鹿児島県立第一中学校校長を歴任し、1921年（大正10年）から福岡高等学校校長を務めた。現職のまま死去。

## 親族
- 中村春堂 - 兄。書家。